# Sophora prazeri
Sophora prazeri är en ärtväxtart som beskrevs av David Prain. Sophora prazeri ingår i släktet soforor, och familjen ärtväxter.

## Underarter
Arten delas in i följande underarter:
- S. p. mairei
- S. p. prazeri